# Achat' Brahin
Oleksandr Chafizovyč Brahin, indicato anche come Achat' Serhijovyč Brahin (in ucraino Ахать Сергійович Брагін?) o Alik il Greco (in ucraino Алік Грек?, Alik Hrek) (in ucraino Олександр Хафі́зович Брагін?; Stalino, 1953 – Donec'k, 15 ottobre 1995), è stato un imprenditore e mafioso ucraino di etnia tatara, Presidente dello Šachtar Donec'k e tra le maggiori figure del clan di Donec'k.

## Biografia
Nacque in una famiglia di tatari del Volga nel villaggio di Žovtneve, nella periferia di Stalino nei pressi dell'aeroporto. Da giovane ha giocato a calcio ed è stato appassionato di pugilato. Ha lavorato come macellaio in un mercato, di cui a poco poco prese il controllo ma già negli anni '80, insieme ad altri, si impegnò nel mondo dell'intrattenimento clandestino (casinò illegali, scommesse clandestine, sfruttamento della prostituzione). Con la Perestrojka fece il suo ingresso anche nel mondo imprenditoriale investendo il capitale ottenuto dalle attività illecite in società per l'importazione e la vendita di prodotti informatici dall'Occidente; in questo periodo entrò il contatto con Rinat Achmetov e Borys Kolesnikov.
Strinse importanti connessioni con altri oligarchi e criminali riuscendo ad acquisire numerose società strategiche tra cui Azovstal' e lo Šachtar Donec'k, di cui divenne presidente. Nei primi anni '90 finanziò la costruzione di una moschea a Donec'k, che sarà poi intitolata alla sua memoria.
Dopo diversi tentativi andati a vuoto Brahin fu ucciso il 15 ottobre 1995 in un'esplosione di un ordigno improvvisato presso lo stadio Šachtar di Donec'k insieme al fratello e ad altre quattro persone. Gran parte del suo impero economico passò poi ad Achmetov, che divenne uno dei più potenti uomini del paese.